# كأس أبطال الكؤوس الآسيوية 1999–2000

## الدور الأول

### غرب آسيا
| الفريق الأول      | إجم.       | الفريق الثاني       | مباراة الذهاب | مباراة الإياب |
| ----------------- | ---------- | ------------------- | ------------- | ------------- |
| الاستقلال         | 15 – 0     | هومنمن              | 7–0           | 8–0           |
| العربي            | × – ×      | الزوراء             |               |               |
| الاتحاد           | 1 – 4      | الريان              | 0–2           | 1–2           |
| الجيش             | 2 – 2      | العين               | 0–1           | 2–1           |
| قيصر              | (*)4 – 3   | خوجة كريم غازي مالك | 3–0           | 0–3           |
| الأهلي            | تأهل مباشر |                     |               |               |
| الاتحاد           | تأهل مباشر |                     |               |               |
| نافباخور نامانجان | تأهل مباشر |                     |               |               |

* انسحاب العربي

### شرق آسيا
| الفريق الأول     | إجم.       | الفريق الثاني | مباراة الذهاب | مباراة الإياب |
| ---------------- | ---------- | ------------- | ------------- | ------------- |
| شيميزو إس بولس   | تأهل مباشر |               |               |               |
| شنغهاي           | تأهل مباشر |               |               |               |
| سيمباوانج رينجرز | تأهل مباشر |               |               |               |
| انيانغ إل جي     | تأهل مباشر |               |               |               |
| جنوب الصين       | تأهل مباشر |               |               |               |
| نيو رادينت       | 1 – 4      | هو تشي منه    | 1–3           | 0–1           |
| بنك بانكوك       | تأهل مباشر |               |               |               |
| سورابايا         | تأهل مباشر |               |               |               |

## الدور الثاني

### غرب آسيا
| الفريق الأول | إجم.  | الفريق الثاني     | مباراة الذهاب | مباراة الإياب |
| ------------ | ----- | ----------------- | ------------- | ------------- |
| الاتحاد      | 2 – 1 | الاستقلال         | 1–0           | 1–1           |
| الزوراء      | 7 – 2 | الريان            | 5–2           | 2–0           |
| الأهلي       | 3 – 0 | الجيش             | 1–0           | 2–0           |
| قيصر         | 2 – 3 | نافباخور نامانجان | 2–2           | 0–1           |

### شرق آسيا
| الفريق الأول     | إجم.  | الفريق الثاني  | مباراة الذهاب | مباراة الإياب |
| ---------------- | ----- | -------------- | ------------- | ------------- |
| شنغهاي           | 0 – 2 | شيميزو إس بولس | 0–0           | 0–2           |
| سيمباوانج رينجرز | × – × | انيانغ إل جي   |               |               |
| هو تشي منه       | 1 – 4 | جنوب الصين     | 1–1           | 0–3           |
| بنك بانكوك       | 6 – 0 | سورابايا       | 5–0           | 1–0           |

* انسحاب سيمباوانج رينجرز قبل المباراة الأولى

## ربع النهائي

### غرب آسيا
| الفريق الأول | إجم.   | الفريق الثاني     | مباراة الذهاب | مباراة الإياب |
| ------------ | ------ | ----------------- | ------------- | ------------- |
| الاتحاد      | 1 – 2  | الزوراء           | 1–2           | 0–0           |
| الاهلي       | 6* – 3 | نافباخور نامانجان | 6–1           | 0–2           |

* فيما تم سحب الاهلي السعودي من الاتحاد السعودي بحجة الاوضاع الأمنية في تايلند البلد المقام عليها النهائي ، وحل مكانه نافباخور نامانجان ، فيما بعد تمت معاقبته بالمنع من المشاركة في بطولات الأندية الآسيوية لمدة سنتين

### شرق آسيا
| الفريق الأول   | إجم.  | الفريق الثاني | مباراة الذهاب | مباراة الإياب |
| -------------- | ----- | ------------- | ------------- | ------------- |
| شيميزو إس بولس | 5 – 2 | انيانغ إل جي  | 3–1           | 2–1           |
| جنوب الصين     | 3 – 5 | بنك بانكوك    | 3–2           | 0–3           |

## نصف النهائي
| شيميزو إس بولس | 0 – 0 | بنك بانكوك |
| -------------- | ----- | ---------- |
|                |       |            |

| الزوراء | 2 – 1 | نافباخور نامانجان |
| ------- | ----- | ----------------- |
|         |       |                   |

## تحديد المركز الثالث
| بنك بانكوك | 3 – 1 | نافباخور نامانجان |
| ---------- | ----- | ----------------- |
|            |       |                   |

## النهائي
| شيميزو إس بولس  | 1 – 0 | الزوراء |
| --------------- | ----- | ------- |
| شوهي ايكيدا 74' |       |         |

## البطل
| بطل كأس الكؤوس الآسيوية 2000 شيميزو إس بولس |
| ------------------------------------------- |
| · اليابان · للمرة الأولى                    |